# سوپر میت بوی فور اور
سوپر میت بوی فوراِور یا گوشت‌پسر فوق‌العاده برای همیشه (انگلیسی: Super Meat Boy Forever) یک بازی ویدئویی مستقل در سبک سکوبازی است که توسط تیم میت و در دسامبر سال ۲۰۲۰ و در پلت‌فرم‌های مایکروسافت ویندوز، پلی‌استیشن ۴، ایکس‌باکس وان، نینتندو سوئیچ، اندروید، آی‌اواس و لینوکس ساخته و منتشر شده‌است. این بازی در ابتدا قرار بود تنها به عنوان نسخهٔ تلفن همراه بازی گوشت‌پسر فوق‌العاده (۲۰۱۰) ساخته شود، اما در نهایت تبدیل به یک دنبالهٔ کامل با ویژگی‌هایی شامل طراحی جدید کنترل و خلق مراحل به صورت تصادفی شد.